# Advanced Engineering Materials
Advanced Engineering Materials è una rivista di scienza dei materiali sottoposta a revisione paritaria pubblicata mensilmente dalla Wiley-VCH. Advanced Engineering Materials pubblica articoli di revisione, comunicazioni e articoli completi sui materiali strutturali, come metalli, leghe, ceramiche, compositi, polimeri, ecc.

## Indicizzazione
Gli abstract e gli articoli sono indicizzati da:
Thomson Reuters
- Current Contents / Engineering, Computing & Technology
- Journal Citation Reports
- Materials Science Citation Index
- Science Citation Index Expanded

Elsevier
- Compendex
- SCOPUS

CSA Illumina
- Advanced Polymer Abstracts
- Ceramic Abstracts
- Civil Engineering Abstracts
- Computer & Information Systems Abstracts
- Computer Information & Technology Abstracts
- Earthquake Engineering Abstracts
- Mechanical & Transportation Engineering Abstracts
- Technology Research Database
- Engineered Materials Abstracts
- International Aerospace Abstracts
- Materials Business File
- METADEX

Altri database
- Chemical Abstracts Service - SciFinder
- PASCAL database
- FIZ Karlsruhe
- INSPEC